# Pelucones

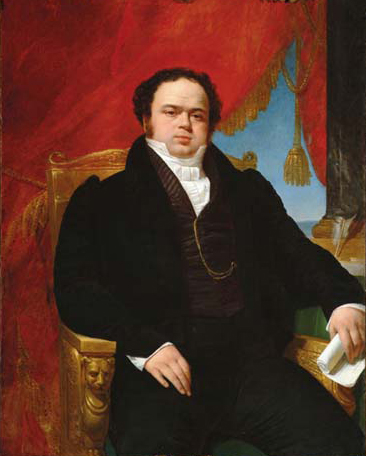
De deftige Mariano Egaña (1793-1846), een van de opstellers van de grondwet van 1833 was een pelucón

De Pelucones (Nederlands: Grote pruiken; e.v. pelucón) was de benaming voor de conservatieve aristocratische elite in Chili in het begin van de negentiende eeuw. Hun tegenstrevers waren de pipiolos (naïevelingen, jongeren zonder ervaring) die eveneens tot de hogere klassen behoorden, maar er liberale denkbeelden op nahielden. De pelucones waren voorstanders van een presidentieel stelsel, beperkt kiesrecht, het behoud van de invloed van de Rooms-Katholieke Kerk en de koloniale erfenis.
De pelucones versloegen de pipiolos tijdens de Burgeroorlog van 1829/1830 en legden de basis voor de Grondwet van 1833 die tot 1925 van kracht bleef. Deze grondwet voorzag in een sterk presidentieel gezag en een centralistisch bestuur. Het presidentieel gezag reflecteerde als het ware de macht van de Spaanse onderkoningen in achttiende eeuw. De pelucones fuseerden in 1836 met de liberaal-conservatieve o'higginistas tot de Partido Conservador (Conservatieve Partij, PCon). De conservatieven bleven tot 1856 ononderbroken aan de macht. Deze periode wordt de Conservatieve Republiek genoemd.
Bekende pelucones waren de rechtsgeleerde Mariano Egaña (1793-1846), de belangrijkste opsteller van de grondwet van 1833; president José Joaquín Prieto (1786-1854), die van 1831 tot 1841 aan de macht was en vicaris Juan Francisco Meneses (1785-1860), geestelijke en minister.